# Campo del Moro
Campo del Moro är en park i Spanien.   Den ligger i provinsen Provincia de Madrid och regionen Madrid, i den centrala delen av landet, i huvudstaden Madrid. Campo del Moro ligger 599 meter över havet.
Terrängen runt Campo del Moro är huvudsakligen platt. Campo del Moro ligger nere i en dal. Runt Campo del Moro är det mycket tätbefolkat, med 4 670 invånare per kvadratkilometer. Närmaste större samhälle är Madrid, 1,3 km öster om Campo del Moro. Runt Campo del Moro är det i huvudsak tätbebyggt.